# Dorothea Lynde Dix

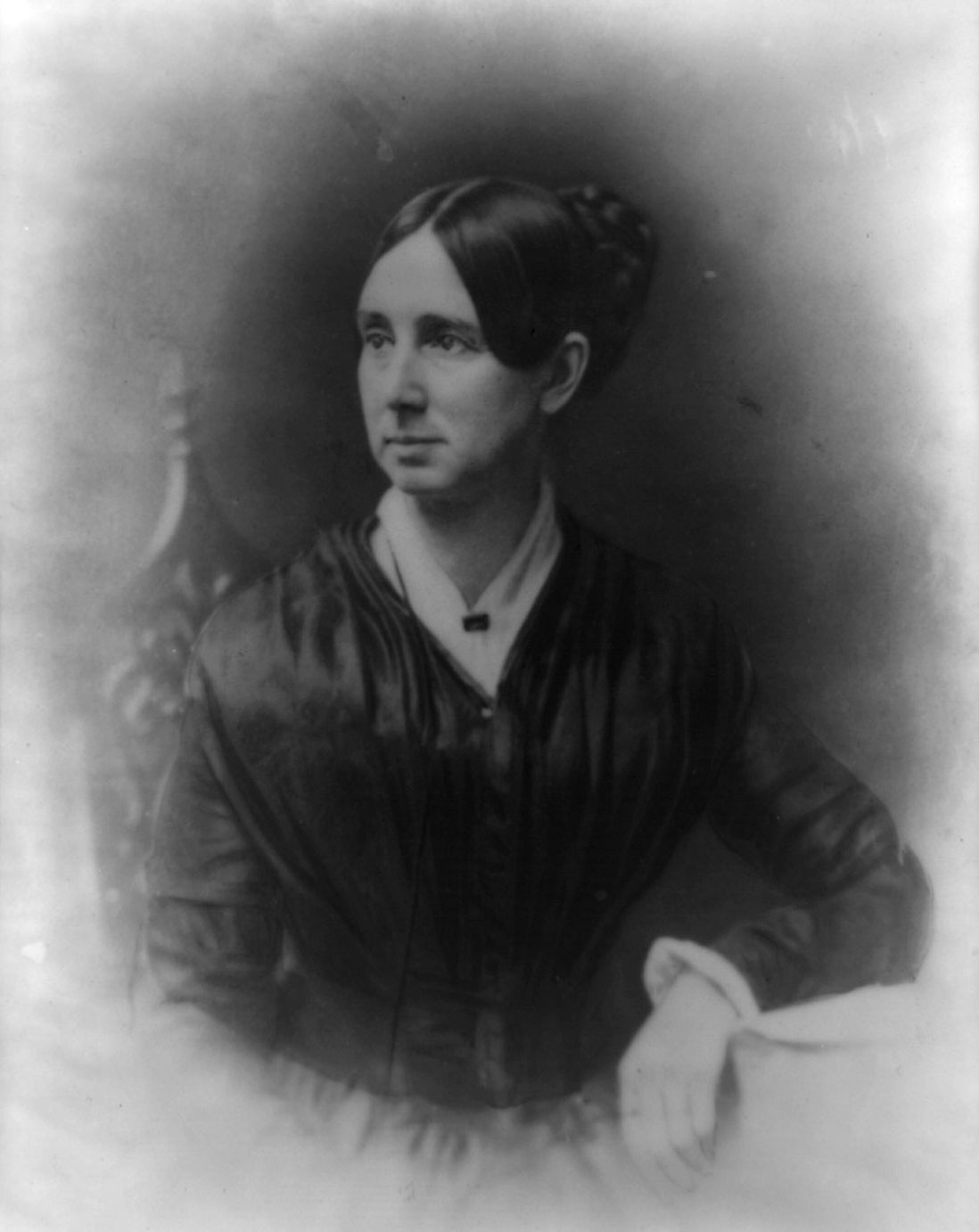
Dorothea Dix

Dorothea Lynde Dix (* 4. April 1802 in Hampden, Maine; † 18. Juli 1887 in Trenton) war eine US-amerikanische Wohltäterin. Sie stieß Reformen im Gesundheitswesen für psychisch Kranke an, zunächst in den USA, später in Europa. Auf ihr Betreiben wurden zwischen 1840 und 1860 zahlreiche Nervenheilanstalten gegründet. Während des Sezessionskrieges wurde ihr die Leitung über sämtliche Lazarettschwestern der Nordstaaten übertragen.

## Leben

### Kindheit und Lehrtätigkeit
Die Tochter von Joseph Dix und Mary Bigelow wuchs zuerst mit ihren zwei jüngeren Geschwistern in Worcester auf. Ihr Vater war Wanderprediger und zog häufig mit seiner Familie umher. Dorothea floh im Alter von zwölf Jahren vor ihrer Familie, in der sie Misshandlungen und Alkoholismus erlebt hatte. Zuflucht fand sie bei ihrer wohlhabenden Großmutter in Boston. Sie wollte Lehrerin werden und unterrichtete schon als Vierzehnjährige in Schulen; im Alter von 19 Jahren gründete sie eine eigene kleine Schule, die von reichen Familien finanziert wurde. Sie erteilte auch armen und vernachlässigten Kindern Heimunterricht.
Von 1824 bis 1830 war sie gesundheitlich angeschlagen und beschäftigte sich vornehmlich mit dem Schreiben von Kinder- und Gebetsbüchern. 1831 eröffnete sie eine Modellschule für Mädchen und unterrichtete dort selbst bis 1836, als sie erneut erkrankte. Sie reiste 1836 nach England und traf in Liverpool auf die Familie Rathbone, in deren Villa sie über ein Jahr verbrachte. Die Rathbones waren einflussreiche Quäker, Politiker und Mäzene, die auf eine aktive Rolle des Staates im Gesundheitswesen drängten. In derselben Zeit erlebte sie auch eine Reformbewegung in den britischen Irrenanstalten, bei der dem britischen Unterhaus Untersuchungsberichte und methodische Studien vorgelegt worden waren.

### Kampagne für die Einrichtung von Irrenanstalten
Nach ihrer Rückkehr nach Amerika 1840/1841 untersuchte auch Dix in Massachusetts die Unterbringung von psychisch Kranken aus der Unterschicht. Bis dahin waren Geisteskranke je nach Gefährlichkeit in Gefängnissen oder öffentlichen Armenhäusern untergebracht; Gefängniswärter verdienten sich gelegentlich sogar ein Zubrot durch Besichtigungstouren für Neugierige. Dix’ Studie enthüllte, dass Misshandlungen in den unterfinanzierten und nicht gesetzlich geregelten Anstalten an der Tagesordnung waren. Ihren Untersuchungsbericht legte Dix 1843 dem Staat vor: 

„I proceed, Gentlemen, briefly to call your attention to the present state of Insane Persons confined within this Commonwealth, in cages, stalls, pens! Chained, naked, beaten with rods, and lashed into obedience.“

„Meine Herren, ich möchte Ihre Aufmerksamkeit kurz auf die gegenwärtige Lage der in diesem Gemeinwesen engesperrten verrückten Personen lenken: in Käfigen, Buden und Verschlägen! Angekettet, nackt, mit Stöcken geschlagen, zur Gehorsamkeit gepeitscht.“

Als Resultat ihrer Bemühungen wurde ein Gesetz zur Einrichtung einer staatlichen Nervenheilanstalt in Worcester verabschiedet. In den Folgejahren reiste Dix, ihrer anfälligen und längere Pausen erzwingenden Gesundheit zum Trotz, durch sämtliche Ostküstenstaaten der USA. Sie dokumentierte die Unterbringungsbedingungen von geistig Behinderten, präsentierte die Untersuchungsergebnisse den Gesetzgebern der Bundesstaaten und verwendete viel Energie darauf, mit Komitees neue Gesetze und Zulassungsverordnungen für Nervenheilanstalten zu erarbeiten. Psychisch kranke Menschen sollten nicht nur aufgenommen, sondern auch gepflegt und ärztlich versorgt werden. Sie besuchte und beschrieb in der Zeit von 1840 bis 1854 über 300 Gefängnisse und 500 Armenhäuser in den USA.
Auf ihr Betreiben begründet wurden unter anderem:
- 1843 das New York State Lunatic Asylum in Utica (New York)
- 1846/47 eine staatliche Nervenheilanstalt in Elgin (Illinois)
- 1848 das Trenton Psychiatric Hospital in Trenton (New Jersey)
- 1849 eine Anstalt (heute: Rex Hospital) in Raleigh (North Carolina)
- 1851 das Harrisburg State Hospital von Harrisburg (Pennsylvania, ab 1853 mit einer ihr gewidmeten Fachbibliothek und Museum)
- 1852 das St. Elizabeths Hospital in Boston, Massachusetts
- 1852 das Central State Hospital for the Insane (vorexistierend, aber nach ihrem Besuch 1847 neu gebaut) in Nashville (Tennessee)
- 1852 das Spring Grove State Hospital (vorexistierend, aber als Neubau umkonzipiert) in Baltimore (Maryland)
- 1853 das Sheppard Pratt Hospital in Towson (Maryland)
- 1853 das Bryce Hospital in Tuscaloosa (Alabama)
- 1858 das Nova Scotia Hospital in Dartmouth (Kanada)

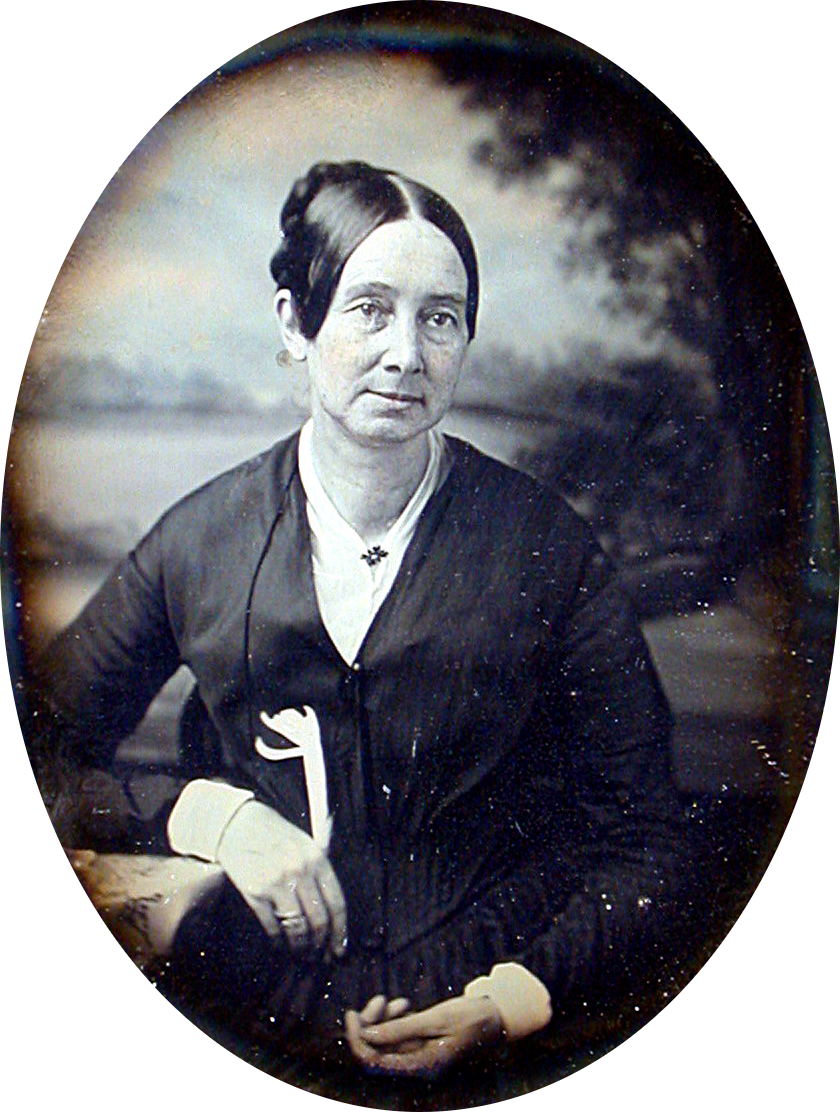
Dix ca. 1850–1855

Aufgrund eines Berichts, wonach auf Sable Island Verrückte einfach ausgesetzt wurden, reiste sie 1853 nach Neuschottland, fand aber heraus, dass der Bericht unbegründet war.
1854 wurde ein von ihr bereits 1848 vorgebrachter Gesetzesentwurf durch beide Kammern des US-Kongresses verabschiedet, nach dem Bundesmittel aus Landverkäufen für die staatliche Unterstützung von geistig Behinderten bereitgestellt werden sollten. Präsident Franklin Pierce verweigerte jedoch die Unterschrift aufgrund staatsrechtlicher Bedenken (soziale Wohlfahrt blieb für weitere 70 Jahre Sache der Bundesstaaten) und ließ das Gesetz letztlich scheitern. Frustriert reiste Dix nach Europa und führte unter Mithilfe der Rathbone-Familie ihre Arbeit in Schottland und Italien fort.

### Amerikanischer Bürgerkrieg
Nach Ausbruch des Bürgerkriegs wurde Dix zur Superintendentin der Lazarettschwestern der US-Armee ernannt; sie stach damit Dr. Elizabeth Blackwell aus, die ebenfalls Kandidatin für den Posten war.
Mit der Leitung einer großen Organisation zeigte sich die eifernde Einzelkämpferin überfordert: Durch Rekrutierungsrichtlinien und Kleidungsvorschriften (in der wohl berechtigten Befürchtung, junge, hübsche oder gut gekleidete Mädchen würden in der Armee übervorteilt) maßregelte sie Freiwillige, besetzte Posten stets mit selbst ausgewählten und trainierten Frauen und entließ andere. Katholischen Nonnen misstraute die anti-katholische Dix besonders, obwohl diese eine wichtige Rolle in der Organisation spielten. Diese Politik zog ihr den Zorn unter anderem der United States Sanitary Commission und vieler Ärzte zu, mit denen sie einen internen Papierkrieg führte.
Um den Zustand zu beenden, erließ das Kriegsministerium 1863 den Befehl Nr. 351, mit dem ihre umfassenden Befugnisse weitgehend beschnitten wurden, und sie nur noch als Repräsentationsfigur fungierte. Sie reichte 1865 ihren Rücktritt ein und bezeichnete diese »Episode« ihrer Karriere später als Fehlschlag. Trotzdem hatte sie sich mit aller Kraft in diesem Amt eingesetzt, und auch veranlasst, dass Südstaatler in Lazaretten ebenso behandelt wurden wie Nordstaatler.

### Nachkriegszeit und Lebensende
Nach dem Krieg setzte sie ihre Kampagne für humane Einrichtungen in Gefängnissen und Irrenanstalten fort; eine ihrer ersten Maßnahmen war eine Reise in die Südstaaten, um dort Wiederaufbauhilfe zu leisten.
1881 zog sich Dix in eine private Suite in dem Haus in New Jersey zurück, von wo aus sie weiterhin mit Bekannten in aller Welt korrespondierte. Sie starb dort 1887.

## Werke und Veröffentlichungen (Auswahl)
- Conversations on Common Things (1824; bis 1869 60-mal neu aufgelegt)
- Memorial to the Legislature of Massachusetts (1843)